# میرلا
میرلا (انگلیسی: Mirella؛ زادهٔ ۸ مهٔ ۲۰۰۵) خواننده، و صداپیشه اهل فنلاند است. وی از سال ۲۰۲۰ میلادی تاکنون مشغول فعالیت بوده است.